# Merostenus guamensis
Merostenus guamensis är en stekelart som beskrevs av Yoshimoto och Ishii 1965. Merostenus guamensis ingår i släktet Merostenus och familjen hoppglanssteklar.
Artens utbredningsområde är Guam. Inga underarter finns listade i Catalogue of Life.